# レギオモンタヌス

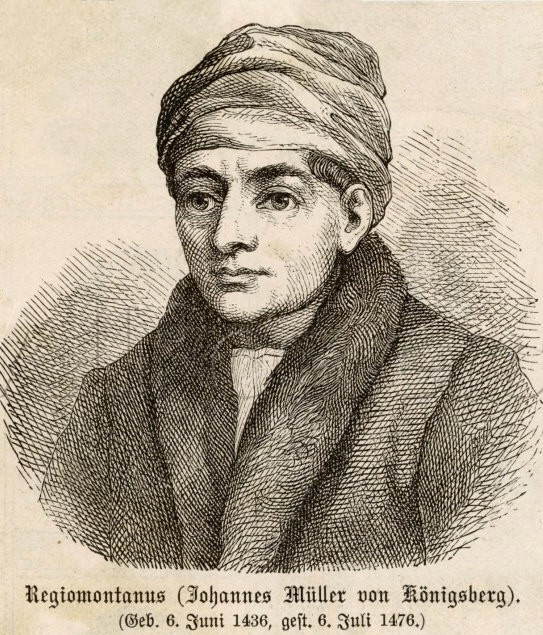
レギオモンタヌス

レギオモンタヌス（Regiomontanus、ドイツ名：ヨハネス・ミュラー・フォン・ケーニヒスベルク、Johannes Müller von Königsberg、1436年6月6日 – 1476年7月6日）は、15世紀のドイツの天文学者。

## 生涯・人物
現バイエルン州のケーニヒスベルクに生まれた。ラテン名レギオモンタヌスは「王の山」の意味で故郷の名ケーニヒスベルクをラテン語訳したものであるとされるが異説もある。ラテン名はJoannes de Regio monteとも称した。

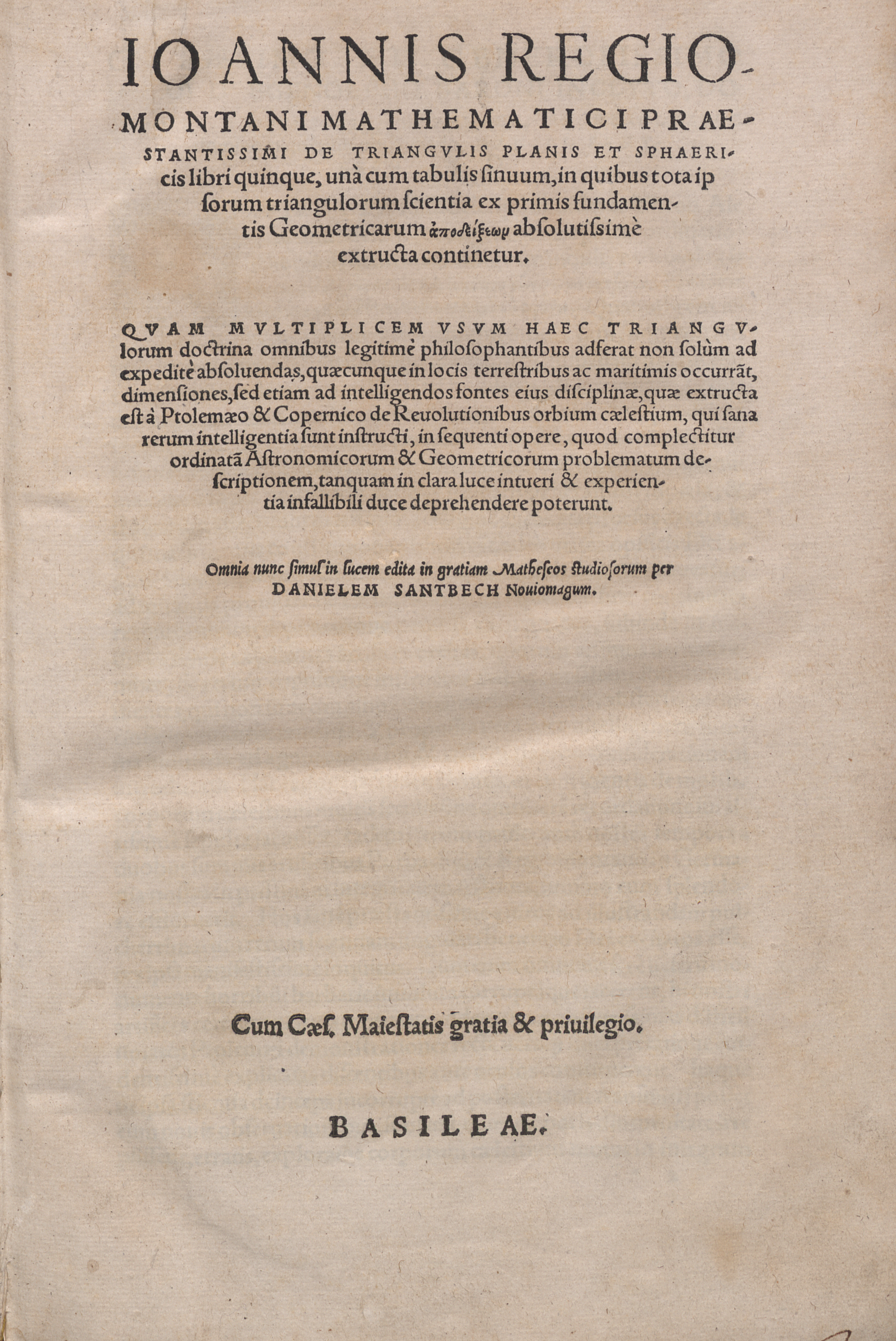
De triangulis planis et sphaericis libri

11歳の時ライプツィヒの大学に入った。3年後オーストリアのAlma Mater Rudolfina（ウィーン大学）に学び、ゲオルク・プールバッハの弟子となった。1457年に"magister artium" (Master of Arts) の学位をえて、光学と古典文学の講師となった。ハンガリー国王マーチャーシュ1世と枢機卿ヨハンネス・ベッサリオンのためにアストロラーベを製作し、1465年教皇パウルス2世のために日時計を製作した。プールバッハとの研究は太陽中心説の見方をもつニコラウス・クザーヌスの著作にも関心を抱かせたが、プトレマイオスの天動説支持者として留まった。プールバッハの没後、プールバッハが始めた『アルマゲスト』のギリシャ語からラテン語への翻訳を受け継いだ。1461年から1465年までローマのベッサリオンの邸でベッサリオンが集めたギリシャの文献の研究をおこなった。1464年に 三角法の著書De Triangulis omnimodus と 『プトレマイオスの天文学大全の抜粋』Epytoma in almagesti Ptolemeiを著した。 
1471年にニュルンベルクに移り商人ベルンハルト・ヴァルターの援助を受けて1472年にプールバッハの著書『惑星の新理論』 Theoricae novae Planetarum を出版した。
1475年にローマ教皇シクストゥス4世の改暦の仕事のためにローマに招かれた。途中ベニスで『位置推算暦』Ephemerisを出版した。これは後にクリストファー・コロンブスがジャマイカで月食を利用して現地人をだまして危機を脱したエピソードに登場する天文表である。教皇からレーゲンスブルク大僧正としての待遇を受けたが、改暦の約束を果たせないまま、1476年に40歳を越えたばかりでローマで急死した。